# Lie
Lie és la segona cançó de “Wings”, el segon àlbum de la banda sud-coreana BTS. La cançó va ser llançada el 10 d’octubre de 2016 per Big Hit Entertainment, juntament amb les altres cançons de l'àlbum. Aquesta cançó pertany a un dels integrants del grup, Park Ji-min, classificant-la com el seu primer single. El tema busca retractar el sentir sobre les mentides i la toxicitat que moltes vegades les persones mostren.

## Llançament
El solo va ser publicat, exactament el 10 d’octubre del 2016 i va superar els cinquanta milions de reproduccions a Spotify el 2018. Poc després del llançament el 2016, gràcies a la seva popularitat Jimin va tenir l'oportunitat de presentar-la en viu durant el Wings Tour Seoul de BTS.

## Composició i lletra
Lie és considerada un dels temes més representatius de la carrera de l'estrella, no només perquè demostra la seva capacitat vocal, sinó per la coreografia, l'estil de la melodia i la lletra. En el moment de la creació Park Ji-min va participar en la composició junt a Docskim, Sumin, Hitman Bang i Pdogg. Tot i això, el cantant no va participar en la producció. Per la banda sonora, el cantant es va inspirar en una cançó popular espanyola de Manuel de Falla, anomenada La vida Breve. Lie va ser descrita com a impressionant i dramàtica, transmet tons i emocions fosques que també ajuden a entendre el concepte general del àlbum. Jimin no ho va tenir fàcil a l’hora d’escriure la lletra, ja que era un tema delicat i s'havia de trobar la manera indicada per transmetre-ho. La lletra reflecteix l'amor propi i l'estima, com el concepte de no deixar-nos influenciar per ningú, ni per un mateix. El cantant representa tot això des de les seves pròpies experiències i vivències, abans i després de debutar.

## Promoció
Per la promoció es va publicar un petit curt amb un tros de la cançó unes setmanes abans, on es mostrava el cantant en diferents escenaris i situacions que representen emocions de la cançó. Això va provocar més visites en el vídeo i a la cançó.

## Crèdits
Els crèdits estan adaptats de les notes de Wings.
- Park Ji-min — Vocals, lletra
- Pdogg — lletra
- “Hitman” Bang — lletra
- DOCSKIM — producció, lletra, piano, sintetitzador, baix
- Sumin — lletra, cors
- Kim Seung Hyun — guitarra elèctrica
- Park Joo Won — guitarra acústica
- Jo Hyung Won — cors
- Jung WooYoung — Enginyer de gravació (Big Hit Studio)